# Kanał Polesski
Kanał Polesski (ros. Полесский канал, niem. Großer Friedrichsgraben) – kanał w obwodzie królewieckim, łączący rzeki Dejma i Niemonin, wybudowany wzdłuż wybrzeża Zalewu Kurońskiego do połączenia systemów wodnych Pregoły i Niemna.
Od księcia Prus Fryderyka Wilhelma I zw. Wielkim Elektorem Philippe de la Chièze otrzymał w 1671 roku zlecenie (w formie umowy) budowy kanału. Po jego śmierci w 1673 roku zadanie przejęła wdowa i ponownie mężatka, Katharina Truchseß zu Waldburg. Pierwszy kanał (Kleiner Friedrichsgraben, Mały Przekop Fryderyka, немонинский канал) został ukończony w latach 1675–1683 i obejmował sześciokilometrowy szlak od Gilgi do rzeki Niemonina. W latach 1689–1697 zbudowano kolejny, dziewiętnastokilometrowy kanał (Großer Friedrichsgraben, Wielki Przekop Fryderyka, Полесский канал)  między Niemoninem a Dejmą. Za działanie zezwolono jej pobierać cło za użytek kanału; już jednak w 1710 roku kanał został upaństwowiony.